# The Other Man
The Other Man (bra: O Amante; prt: O Outro Homem) é um filme britano-estadunidense de 2008, dos gêneros drama romântico e suspense, dirigido por Richard Eyre, com roteiro de Charles Wood e do próprio diretor baseado em conto de Bernhard Schlink.